# Pointe de Locmiquel
La pointe de Locmiquel est une pointe de Bretagne dans le golfe du Morbihan. Elle est située sur le territoire de la commune de Baden.

## Description
La Pointe de Locmiquel est une presqu'île d'environ 400 mètres de long sur 200 mètres de large. 
Elle culmine à 12 mètres.
Elle est située à 900 mètres de la pointe du Berchis avec laquelle, elle marque l'anse de Locmiquel.
Cette pointe offre un panorama sur tout le sud du golfe et sur les îles qui en marquent l’entrée : l’Île Longue, le Grand Veïzit, Er Runio, Radenec, Le Grand Huernic.

## Navigation
La pointe de Locmiquel marque un passage délicat à manœuvrer pour les navigateurs. Un plateau rocheux, la roche à Mathurin, est situé entre la route directe du mouillage de la pointe du Berchis vers la pointe.

## Faune
La pointe de Locmiquel est un excellent point d'observation des oiseaux séjournant dans le golfe. Idéalement placée entre le marais de Pen an Toul et l'étang de Toulvern, on y observe, entre autres, le Harle huppé ou la Bernache Cravant.